# TM-46
TM-46 este o mină antitanc de formă circulară, cu o carcasă metalică, proiectată în Uniunea Sovietică. A fost introdusă în dotarea Armatei Roșii începând cu anul 1946. Mina antitanc a fost fabricată în România sub denumirea MAT-46 (Mină antitanc model 1946). Egiptul a fabricat o copie denumită M71. Uniunea Sovietică a fabricat și o variantă denumită TMN-46, cu un al doilea detonator capcană poziționat sub mină, pentru a împiedica deminarea. Având al doilea detonator, TMN-46 poate funcționa și ca mină antipersonal. În România, varianta TMN-46 era denumită MAT-46N. Având carcasa metalică, mina antitanc TM-46 este considerată a fi ușor detectabilă. Israelul a fabricat o copie (fără licență) denumită Nr. 6.